# Seminario vescovile Giovanni XXIII
Il seminario vescovile è l'edificio posto in via Arena  a Bergamo sul colle San Giovanni e costituisce l'istituto scolastico diocesano intitolato al bergamasco Papa Giovanni XXIII.

## Storia
La storia del seminario di Bergamo risale, come scuola ecclesiastica, al 1567, esattamente al 1º ottobre in alcuni locali prossimi alla chiesa di San Pancrazio. Per ovviare alle mancanze di preparazione teologica di alcuni sacerdoti, i vescovi presenti nella sessione XXIII del 15 luglio 1563 del Concilio di Trento, con il decreto  “Cum adolescentium aetas”, istituirono i seminari come centri atti alla cura vocazionale, obbligando tutti i vescovi di aprirne uno presso la propria cattedrale.

### Il Seminarino
Il primo seminario a Bergamo fu aperto dal vescovo Federico Corner, tornato dal concilio tridentino, nella casa che aveva preso in affitto in via del Gombito, nella vicinia di san Pancrazio.
Nel 1572, il seminario si spostò in un fabbricato nella vicinia di San Matteo, verso la Boccola, in quello che fu chiamato il seminarino, che rimase attivo come scuola e convitto per 250 anni e che fu visitato da san Carlo Borromeo l'8 settembre 1575, che era stato tra i promotori della regola nel 1575.
Il seminarino iniziò ad accogliere ogni anno una media di 20-25 alunni per arrivare ad avere una settantina d'iscritti nel XVII secolo con Gregorio Barbarigo.
Alla fine del XVIII secolo il seminario fu soppresso dalle leggi anticlericali napoleoniche, restando chiuso per un biennio, venendo poi riaperto pur trovandosi in contrasto con le leggi asburgiche che occupavano il territorio e che non gradivano alcuni corsi teologici tenuti presso l'istituto, anche se furono questi gli anni di forte incremento delle iscrizioni scolastiche. Il governo asburgico arrivò a occupare l'istituto dal 1859 al 1852 imponendo la chiusura della scuola per quindici anni. Fu il vescovo Gaetano Camillo Guindani  e i diversi vescovi che si susseguirono a ridare una formula tradizionale che fosse ben accettata dai diversi governi che si succedettero, fino a Roberto Amadei, rettore del seminario, che portò il seminario ad aprire all'accoglimento che promuovesse una nuova pastorale vocazionale.
Nel seminarino nel 1796 fu aperta anche una scuola serale per i giovani che per problemi di lavoro o economici non potevano frequentare i corsi diurni, per merito di Luigi Mozzi, Lorenzo Tomini, e Gaetano Benaglia.

### Il nuovo seminario
La sempre più numerosa presenza di vocazioni e di giovani allievi già alla fine del XIX secolo rendeva insufficiente la struttura del seminarino, i rettori dovettero quindi appoggiarsi all'accoglienza del monastero dei celestini. Un primo acquisto di fabbricati detti del Paradiso risale al 1781. Solo nel 1821, l'apporto economico di don Marco Celio Passi, permise l'acquisto di ulteriori locali sul colle San Giovanni dove era già presente la cappella di Santa Maria in monte santo edificata per devozione durante la peste del 1630.
Fu edificato il nuovo seminario inglobando molte parti cittadine comprese tra il vicolo chiesa di San Salvatore, via Arena e parte della cittadella realizzata dai Visconti nel XIV secolo come parte fortificata ma che durante la dominazione veneta fu in parte alienata.
Il continuo aumento dei giovani alunni portò a creare nel 1936 un polo staccato a Clusone nello stabile che fu poi alienato allo stato diventando l'Istituto d'Istruzione Superiore Statale Andrea Fantoni. Negli anni 1960 si attuò una ristrutturazione completa del complesso scolastico divenuto ormai decadente su iniziativa del vescovo Giuseppe Piazzi, e su progetto dell'architetto Giovanni Francesco Lucchini, per la cupola della chiesa don Antonio Picinelli, e di molti altri tra cui Giuseppe Pizzigoni, serviva trovare la soluzione migliore per la costruzione della nuova chiesa ipogea e dell'auditorium, lavori che proseguirono poi sotto la direzione del monsignore Clemente Gaddi terminando nel 1966. In questi lavori, venne inglobato al seminario e parzialmente demolito l'ultimo tratto di via Arena che si ricollegava direttamente con Colle Aperto attraverso via ai Bastioni. Nel contesto di questo ampliamento vennero demolite anche due torri medievali facenti parte del complesso della trecentesca Cittadella viscontea: la torre Beccarina, collocata davanti alla chiesa del seminario e già pesantemente ridimensionata, e la torre della Cantarena, collocata in via ai Bastioni adiacente a Colle Aperto.
Il nuovo seminario, riedificato e molto ampliato è stato intitolato a papa Roncalli che nel seminario ha seguito il percorso scolastico diventandone poi professore.

## Descrizione
L'edificio del seminario, dopo la ristrutturazione del XX secolo si sviluppa in altezza su otto livelli uniti da due gallerie anulari. La statua a grandezza naturale di papa Giovanni XXIII benedicente, realizzata nel 1966 da Stefano Ferrari, è collocata sopra l'ingresso principale dell'istituto. 
Il complesso è suddiviso in due sezioni: una dedicata all'insegnamento con le aule del ginnasio e del liceo, le aule di propedeutiche e di teologia, e la biblioteca sul lato opposto. La seconda sezione comprende i refettori ipogei, il teatro, le cucine e la chiesa.

### Chiesa ipogea
La chiesa a pianta ellissoidale è il centro del seminario. Fu iniziata con la posa della prima pietra il 27 settembre 1966 e consacrata il 27 ottobre 1967. L'aula con pianta a croce greca, si presenta di grandi dimensioni occupando un'area di 1600 m² con una lunghezza di 40 m per lato e una altezza di dieci metri. Una grande apertura a vetri collega il sagrato all'aula molto spaziosa con una struttura portante ad archi e volte in cemento armato, che portano i fedeli a congiungersi con il presbiterio di forma semicircolare, sollevato dall'aula da quattro gradini.
L'altare maggiore d'importanti dimensioni, è posto su di un ulteriore gradino. Il presbiterio termina con il coro composto da 21 stalli lignei sormontati dal crocifisso, sempre ligneo, opera di Erminio Maffioletti; due amboni posti lateralmente lo completano.
Le due cappelle laterali sono dedicate una a papa Giovanni XXIII e una alla Madonna. L'organo composto da 3000 canne è un recupero dell'antica chiesa di San Giovanni. L'aula è completata dai matronei che la collegano ai locali del seminario. 
La navata è illuminata da un gruppo di fari montati a forma di ruota e dalla grande vetrata d'ingresso, con il grande portale di bronzo opera di Piero Brolis decorato con la raffigurazione nell'antone di sinistra di una donna con il figlio tra le braccia simbolo dell'offerta della città al seminario, - la donna è la città di Bergamo e il bambino è il seminario - mentre quello di destra di papa Giovanni XXIII simbolo del seminario stesso.

### Auditorium
Nel grande complesso del seminario vi è un grande auditorium con una capienza di 980 posti adibito a sala concerti, teatro, sala convegni e congressi. Il teatro dispone di un palco di grandi dimensioni e di un locale regia.

## Orientamento scolastico
L'istituto è un polo scolastico cattolico con la precisa finalità di orientare i giovani che presentano la vocazione religiosa alla preparazione per divenire futuri presbiteri. Corsi con la finalità educativa di formazione cristiana seminaristica. Dall'11 giugno 2016, il rettore del seminario è don Gustavo Bergamelli che ha sostituito don Pasquale Pezzoli, dientato parroco della chiesa di Santa Caterina.